# Zpochybňování holokaustu
Zpochybňování holokaustu je eufemistické označení pro popírání genocidy Židů a dalších skupin lidí spáchané nacistickým Německem v holokaustu během druhé světové války.Aktivisté, kteří zpochybňují fakta o holokaustu, jsou označováni jako popírači holokaustu, nikoli jako zpochybňovači holokaustu. Používání pojmu zpochybňování je sémantický trik, který má ospravedlnit bagatelizaci nacistických zločinů. Falzifikace kteréhokoliv z faktů holokaustu vede k popírání holokaustu. 
Paragraf 405 Trestního zákoníku nedělá rozdíl mezi popíráním a zpochybňováním holokaustu:
Popírání, zpochybňování, schvalování a ospravedlňování genocidia
Kdo veřejně popírá, zpochybňuje, schvaluje nebo se snaží ospravedlnit nacistické, komunistické nebo jiné genocidium nebo nacistické, komunistické nebo jiné zločiny proti lidskosti nebo válečné zločiny nebo zločiny proti míru, bude potrestán odnětím svobody na šest měsíců až tři léta.

## Výklad dějin
Součástí práce historiků je výklad dějin. Předchůdci dnešních historiků zanechali historická díla, ale se změnou perspektivy a úhlu pohledu je historii nutné vykládat znova. Historici pracují s prameny, ale mohou je rozličně akcentovat, v duchu poctivého výzkumu, když prameny podrobují třídění, kritice a komparaci.  Narativ se může změnit i vývojem společnosti nebo postavením historika. Dějiny se tak často reinterpretují.

## Historický revizionismus
Někdy dojde k objevu zásadního historického pramene, který je v rozporu s dosavadním poznáním. Došlo ke změně paradigmatu a dějiny musí být revidovány.

## Popírání (negacionismus)
K popírání dějinných událostí dochází bez existence objektivních dat či faktů. 

## Popírání genocid (holokaustu)
Popírání holokaustu jsou odporné aktivity motivované politicky, často i ekonomicky.
Sofistikované taktiky popíračů holokaustu - šíření iluze vědeckosti:
- zakládání institucí, které vzbuzují zdání vědeckosti
- pořádání konferencí
- vydávání knih a časopisů, které jsou formálně a graficky podobné seriózním vědeckým pracím
- autoři používají vědecké tituly, které nemají nebo je získali v oborech, které nejsou relevantní
- ignorování svědectví přeživších obětí i přeživších pachatelů
- ignorování dokumentů psaných nebo filmových[6]

Popírání holokaustu může mít též podobou politických vyjádření, typickým příkladem jsou politické proklamace Mahmúda Ahmadínedžáda. Mezi nejznámější popírače holokaustu patří Ernst Zündel (vydavatel knihy Zemřelo skutečně šest milionů?), Fred A. Leuchter (autor Leuchterovy zprávy, jejímž cílem bylo popřít existenci plynových komor v táborech a používání plynu Cyklon B), David Irving (autor řady knih s tematikou druhé světové války) a Robert Faurisson.

## Argumenty popíračů holokaustu
Plynové komory nesloužily k vraždění, ale k jiným účelům (např. odvšivení)
Tuto teorii rozvinul Fred A. Leuchter (viz níže) ve své zprávě. Leuchterova zpráva ovšem ve skutečnosti potvrzuje, že k vraždění vězňů v plynových komorách v Osvětimi docházelo přesně podle obecně přijímaného názoru; Leuchter např. tvrdí, že v místnostech údajně používaných k vraždění vězňů byl obsah kyanidu v omítce výrazně nižší než v místnostech na odvšivení šatů. To je ovšem skutečnost známá od konce 2. světové války, neboť resistence vší vůči Cyklonu B byla cca 40–70krát vyšší než u lidí a podle dochovaných manuálů obsluhy působil Cyklon B v odvšivovacích zařízeních obvykle víc než 12 hodin denně, zatímco popravy vězňů byly o poznání rychlejší a plyn byl následně rozháněn ventilací.
Deformování závěrů historiků
Leuchter také uvedl, že kapacita Osvětimi nemohla stačit na vyvraždění 6 milionů Židů. Přitom současné závěry jsou takové, že v Osvětimi bylo zavražděno okolo 1 milionu evropských Židů – např. většina ze 3 milionů polských Židů byla zavražděna ještě dřív, než byla vyhlazovací zařízení v Osvětimi plně dokončena. Obdobnou dezinterpretaci závěrů používají „popírači“, aby vyvolali ve svých čtenářích pocit nelogičnosti či absurdity obecně přijímaných názorů.
Zlehčování či zpochybňování německých dokumentů
„Popírači“ obvykle tvrdí, že obrovské množství dokumentů potvrzujících vraždění Židů bylo vyfabrikováno těsně po 2. světové válce. Zároveň na důkaz svých tvrzení ale „popírači“ argumentují tím, že se nedochoval výslovný rozkaz k vraždám. Na důkaz toho, že Třetí říše neměla politiku vraždění Židů, pak např. uvádí rozkaz Heinricha Himmlera z roku 1944, kterým zastavil vraždění maďarských Židů v době, kdy Německo vyjednávalo se Západními spojenci o možnosti výměny 1 000 000 maďarských Židů za 10 000 nákladních aut pro použití na Východní frontě. „Popírači“ ignorují skutečnost, že rozkaz zastavující likvidaci znamená, že likvidace probíhala.
Naopak důkazy, jejichž autenticitu není možné zpochybnit, „popírači“ zlehčují jako nadsázku autorů. Takovým příkladem je Hitlerova veřejná řeč z 30. ledna 1939, která je dokonce součástí nacistického propagandistického filmu Der Ewige Jude a ve které Hitler říká, že v případě, že nastane nový světový konflikt, dojde k „vyhlazení židovské rasy v Evropě“. V polovině roku 1942, tj. po Konferenci ve Wannsee, poté Hitler uvedl, v přímé narážce na svůj projev z roku 1939, že teď „splní své proroctví“. Za podobnou nadsázku považují „popírači“ názor Goebbelse otištěný v týdeníku Das Reich v říjnu 1943: „Žádný führerův prorocký výrok se nenaplňuje s tak strašlivou jistotou a neúprosnou silou jako ten, že další světová válka povede k zániku židovské rasy“.
Údajných 6 000 000 mrtvých odůvodňuje vysoké reparace Izraeli
Toto je velmi rozšířená fáma, související s obecným anti-semitismem „popíračů“.[zdroj⁠?!] Ve skutečnosti byly reparace placené Německem stanoveny podle počtu osob, které holokaust na nacisty okupovaných územích přežily a odešly do nově založeného Izraele. Těch bylo cca 500 000 a vláda Izraele vyčíslila náklady na 3 000 dolarů na jednu osobu. Naprostá většina prostředků šla jednotlivým obětem, nikoliv vládě. V izraelském komuniké z března 1951 se výslovně uvádí, že pozůstalí Izraelci nemohou požadovat restituci zabaveného a zničeného majetku 6 000 000 zavražděných příbuzných, neboť soupis tohoto majetku není možné pořídit, proto budou reparace zahrnovat pouze náklady na usazení přeživších.

## Stanovisko OSN
Valné shromáždění OSN přijalo rezoluci zaměřenou na boj proti popírání holokaustu.

## Stanovisko Evropského soudu pro lidská práva
Úmluva o ochraně lidských práv a základních svobod v článku 10 - Svoboda projevu říká: 
- Každý má právo na svobodu projevu.
- Výkon těchto svobod, protože zahrnuje i povinnosti a odpovědnost, může podléhat omezením, které stanoví zákon a které jsou nezbytné v demokratické společnosti v zájmu ochrany pořádku a předcházení nepokojům a zločinnosti, ochrany zdraví nebo morálky nebo ochrany práv a svobod jiných.[8]

## Trestní právo
V 16 státech světa je zpochybňování holokaustu trestným činem. To vyvolává i negativní reakce. Z řad zastánců svobody slova se mnohdy ozývají hlasy, že by státy neměly kriminalizovat některé názory na historii a zavádět tak dogma výkladu historie, o kterém se nesmí diskutovat.[zdroj⁠?!]
Jedním z nejvýznamnějších obhájců svobody projevu „popíračů“ je profesor MIT a politický aktivista Noam Chomsky, když napsal, že myšlenky vědců nelze cenzurovat, ačkoliv jsou sebeodpudivější.[zdroj⁠?!]
Mezi kritiky kriminalizace zpochybňování holokaustu patří kupříkladu:[zdroj⁠?!]
- Noam Chomsky, americký filozof židovského původu
- Timothy Garton Ash, britský historik a publicista
- Alain Finkielkraut, francouzský filosof a esejista židovského původu
- Christoph Blocher, bývalý švýcarský ministr spravedlnosti
- Deborah Lipstadtová, židovská historička, která zároveň patří mezi hlavní kritiky historického revizionismu souvisejícího s holokaustem

Tyto zákony jsou kritizovány také krajní pravicí, podle které se jedná o zbytečné omezení svobody projevu, kvůli kterému je holokaust médii prezentován jednostranně, což zabraňuje revizi případných chyb historického bádání.
Hlavními argumenty odpůrců trestnosti zpochybňování holokaustu jsou ty, že historie by měla být objevována na základě svobodného bádání, jehož výsledky by měly být posuzovány na základě vědeckých argumentů, nikoliv právních zákazů; a tvrzení, že perzekuce lidí za vyjádření jejich politického či vědeckého názoru je výrazným pošlapáním svobody slova a její oběti jsou tak politickými vězni.[zdroj⁠?!]
V těchto státech platí zákony zakazující popírání holocaustu, které podle Ondřeje Cinkajzla liberálové a krajní pravice považují za omezení svobody projevu:
- Belgie (od 23. března 1995)
- Česko (od 1. prosince 2000)[14]
- Francie (13. července 1990)
- Izrael
- Maďarsko
- Německo (nepřímo od 1985, přímo od 1994)
- Lichtenštejnsko
- Litva
- Lucembursko (19. července 1997)
- Polsko
- Rakousko (1992)
- Rumunsko
- Slovensko
- Španělsko (8. listopadu 1995)
- Švýcarsko (1994)

V těchto zemích, jako například Rakousku a Německu, berou tyto zákony velmi důsledně a trestají projevy popírání holokaustu anebo vztahující se k propagaci nacismu.[zdroj⁠?!] V řadě jiných zemí, jako například Velké Británii, Irsku a Skandinávskych krajinách, se považuje za větší hodnotu svoboda projevu, která je hájena i na úkor jiných práv. V roce 2007 shledal španělský ústavní soud zákon o zpochybňování holokaustu protiústavním.

## Civilní spory
Ačkoliv mnohé země nepovažují popírání holokaustu za trestný čin, popírání se stalo předmětem významných civilních případů.[zdroj⁠?!]
Významným civilním procesem byl také spor Mela Mermelsteina s americkou organizací Institute of Historical Review (IHR), která slíbila odměnu 50 tisíc dolarů osobě, která prokáže, že v Osvětimi docházelo k plynování obětí. Mel Mermelstein, jehož sestra a matka byly v Osvětimi zavražděny v plynové komoře, a jehož otec a bratr zahynuli v jiném táboře, zaslal IHR notářsky ověřené dokumenty potvrzující používání plynových komor k vraždění obětí. Komise IHR, složená z významných "popíračů" té doby jeho důkaz zamítla a Mermelstein se obrátil na soud se žalobou na plnění smlouvy (slíbených 50 000 dolarů). Soud rozhodl v Mermelsteinův prospěch a uvedl, že skutečnost, že Židé byli vražděni v plynových komorách, je tzv. notorieta, tj. skutečnost, která nevyžaduje dokazování.
Například David Irving v roce 2000 prohrál ve Velké Británii spor s americkou historičkou Deborah Lipstadtovou, která o něm prohlásila, že je lhář. Irving po Lipstadtové požadoval omluvu. Tým Lipstadtové, jehož členy byl například profesor historie Richard J. Evans z univerzity v Cambridge nicméně aktivní obhajobou prokázal, že Irvingova tvrzení jsou lživá, či případně jsou značně selektivní interpretací historických skutečností.

## Výuka o holokaustu v Pásmu Gazy
Žáci v pásmu Gazy se nebudou učit o holokaustu, protože veřejnost si protesty vynutila vyjmout toto téma z osnov. Zařadit je chce Úřad OSN pro palestinské uprchlíky na Blízkém východě (UNRWA), která spravuje víc než třetinu škol v Gaze. Pásmu Gazy vládne radikální Hamas, který popírá holokaust. Vůdci hnutí obvinili UNRWA z pokusu o spiknutí proti Palestincům, má-li se ve školách začít učit o vyvraždění šesti milionů Židů nacisty. Židovští aktivisté naopak na UNRWA útočí za to, že se o genocidě neučí v předmětu o lidských právech.